# Lavours
Lavours är en kommun i departementet Ain i regionen Auvergne-Rhône-Alpes i östra Frankrike. Kommunen ligger  i kantonen Belley som ligger i arrondissementet Belley. Kommunens areal är 6,3 km². År 2022 hade Lavours 138 invånare.

## Befolkningsutveckling
Antalet invånare i kommunen Lavours
Referens: INSEE